# Coppa KOVO 2006 (femminile)
La Coppa KOVO di pallavolo femminile 2006 è stata la 1ª edizione della coppa nazionale sudcoreana. Si è svolta dal 14 al 25 settembre 2006. La vittoria finale è andata per la prima volta allo Hyundai Green Fox.

## Regolamento
La competizione prevede che vi prendano parte le 5 squadre partecipanti alla V-League, che si scontrano in un round-robin, al termine del quale le prime due classificate si incontrano due volte in finale.

## Squadre partecipanti
- KT&G Ariels
- GS Caltex
- Pink Spiders
- Korea Expressway
- Hyundai Green Fox

## Competizione

### Round-robin

#### Risultati
| Incontri |                                 |       |                                   |
|          |                                 |       |                                   |
| 14-09    | Daejeon KCG - GS Caltex Seoul   | 3 - 1 | 26-24, 25-19, 14-25, 25-21        |
| 15-09    | Suwon Hyundai - Incheon HLI     | 3 - 2 | 17-25, 25-16, 22-25, 25-17, 18-16 |
| 16-09    | Seongnam KEC - Daejeon KCG      | 3 - 0 | 25-18, 25-15, 25-18               |
| 17-09    | Suwon Hyundai - GS Caltex Seoul | 3 - 0 | 25-13, 25-22, 25-19               |
| 18-09    | Incheon HLI - Seongnam KEC      | 0 - 3 | 9-25, 16-25, 16-25                |

| Incontri |                                |       |                                  |
|          |                                |       |                                  |
| 19-09    | Daejeon KCG - Suwon Hyundai    | 2 - 3 | 15-25, 25-21, 23-25, 31-29, 7-15 |
| 20-09    | GS Caltex Seoul - Incheon HLI  | 3 - 0 | 25-21, 25-17, 26-24              |
| 21-09    | Seongnam KEC - Suwon Hyundai   | 3 - 1 | 22-25, 25-22, 25-13, 25-15       |
| 22-09    | Incheon HLI - Daejeon KCG      | 1 - 3 | 25-18, 22-25, 24-26, 22-25       |
| 23-09    | GS Caltex Seoul - Seongnam KEC | 1 - 3 | 15-25, 19-25, 25-22, 22-25       |

#### Classifica
| Pos. | Squadra           | Pt | G | V | P | SV | SP | Ratio | PF  | PS  | Ratio |
| ---- | ----------------- | -- | - | - | - | -- | -- | ----- | --- | --- | ----- |
| 1.   | Korea Expressway  | 4  | 4 | 4 | 0 | 12 | 2  | 6.000 | 344 | 248 | 1.387 |
| 2.   | Hyundai Green Fox | 3  | 4 | 3 | 1 | 10 | 7  | 1.428 | 372 | 351 | 1.059 |
| 3.   | KT&G Ariels       | 2  | 4 | 2 | 2 | 8  | 8  | 1.000 | 336 | 372 | 0.903 |
| 4.   | GS Caltex         | 1  | 4 | 1 | 3 | 5  | 9  | 0.555 | 300 | 324 | 0.925 |
| 5.   | Pink Spiders      | 0  | 4 | 0 | 4 | 3  | 12 | 0.250 | 303 | 352 | 0.814 |

### Finale

#### Andata
| 24 settembre 2006 - ore xx:xx Yangsan Arena, Yangsan | Korea Expressway | 2 - 3 | Hyundai Green Fox | 25-21, 25-16, 17-25, 23-25, 12-15 |

#### Ritorno
| 25 settembre 2006 - ore xx:xx Yangsan Arena, Yangsan | Hyundai Green Fox | 3 - 0 | Korea Expressway | 25-18, 25-17, 26-24 |

## Premi individuali
| Premio | Giocatrice | Squadra           |
| ------ | ---------- | ----------------- |
| MVP    | Yoo-Mi Han | Hyundai Green Fox |